# Nephrotoma vana nigrovana
Nephrotoma vana là một loài ruồi trong họ Tipulidae. Chúng phân bố ở vùng sinh thái Palearctic.